# Ngiratkel Etpison
Ngiratkel Etpison (Koror, 3 maggio 1925 – Riverside, 1º agosto 1997) è stato un politico palauano è stato il primo presidente eletto di Palau a ricoprire un intero mandato.

## Biografia
Etpison ha vinto le elezioni del 1988 contro Roman Tmetuchl con un margine di 31 voti. Ha svolto la carica di Presidente di Palau dal 1 gennaio 1989 al 1 gennaio 1993. Si è candidato alle elezioni del 1992 per un secondo mandato , ma ha perso contro Johnson Toribiong e Kuniwo Nakamura. È stato il primo presidente di Palau ha ricoprire un intero mandato in quanto i suoi predecessori Haruo Remeliik e Lazarus Salii sono deceduti tragicamente prima del termine del loro mandato.
Sua figlia: Mandy T. Etpison gestisce un museo dedicato alla sua memoria.